# Ed Schultz

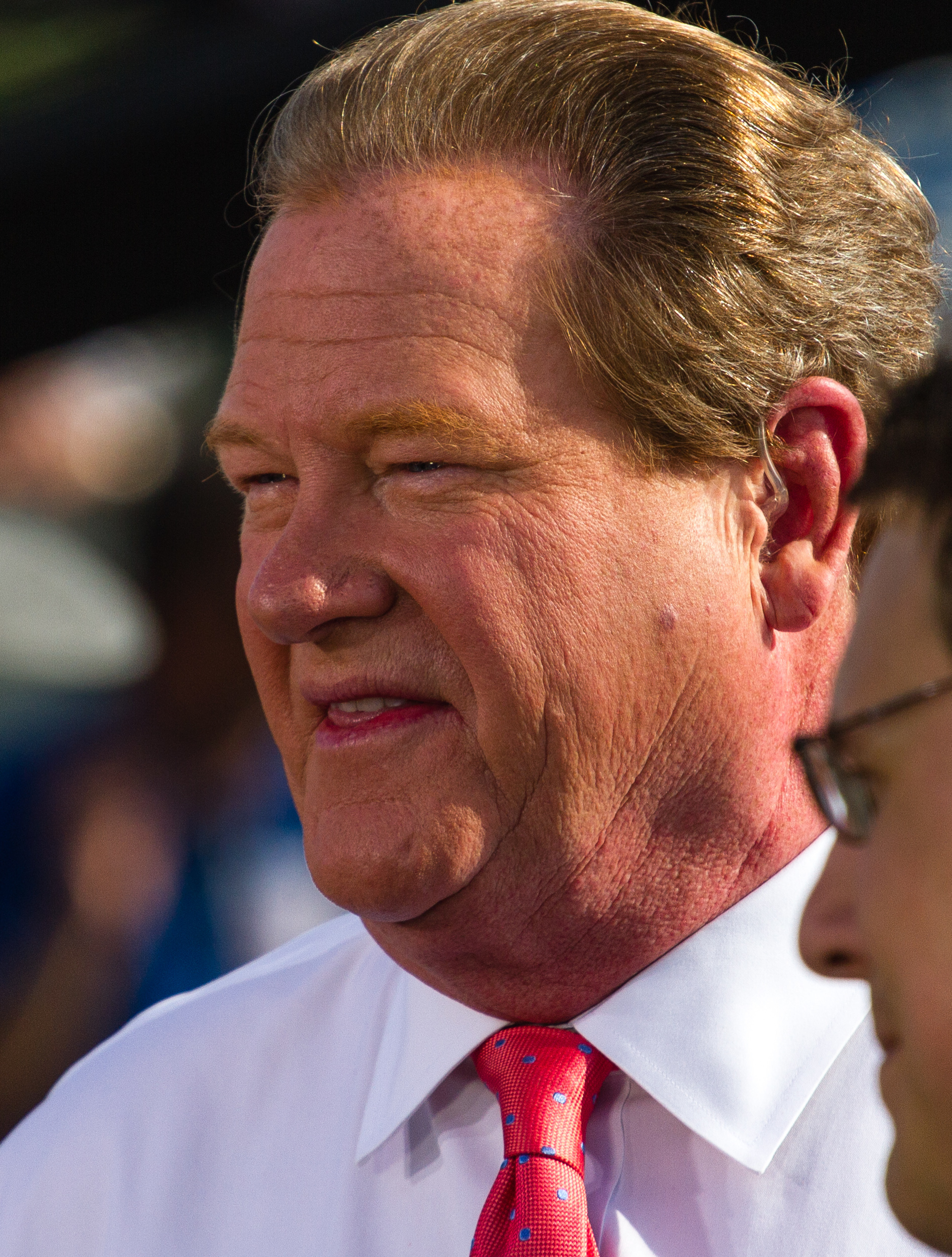
Ed Schultz (2015)

Edward Andrew Schultz (* 27. Januar 1954 in Norfolk, Virginia; † 5. Juli 2018 in Washington, D.C.) war ein US-amerikanischer Fernseh- und Radiomoderator und -kommentator. Er war vor allem bekannt als Moderator der nach ihm benannten politischen Kommentarsendung The Ed Show im Programm des Kabelnachrichtensenders MSNBC.

## Leben und Wirken
Schultz wuchs als Sohn eines Ingenieurs und einer Lehrerin in Larchmont auf. 1972 schloss er die Maury High School in Norfolk ab. Anschließend ging er als Footballspieler mit einem Sportstipendium an die Minnesota State University Moorhead. Nachdem er einige Jahre lang als professioneller Football-Spieler für die Winnipeg Blue Bombers gespielt hatte, arbeitete Schultz fünfzehn Jahre lang als Sportberichterstatter für zwei lokale Sender in Fargo, North Dakota. In dieser Eigenschaft berichtete er in Radio und Fernsehen über Football- und Basketball-Spiele der Teams der North Dakota State University. 1996 wechselte Schultz zu dem Sender KFGP in Fargo, für den er einige Jahre lang Footballspiele kommentierte.
In erster Ehe war Schultz mit der Produzentin Maureen Zimmerman verheiratet, von der er sich 1993 scheiden ließ. 1998 heiratete er in zweiter Ehe Wendy Schultz.
Nachdem Schultz lange Jahre den Republikanern nahegestanden hatte und 1994 sogar eine Kandidatur für den Kongress als republikanischer Kandidat in Erwägung gezogen hatte, orientierte er sich in den späten 1990er Jahren immer weiter nach links. Als Schlüsselerlebnisse zitiert er die Alzheimer-Erkrankung seiner Mutter sowie seine Begegnungen mit obdachlosen Kriegsveteranen, die sein soziales Bewusstsein geschärft hätten. Dementsprechend löste er seine Anlehnung an die Republikaner und näherte sich den Demokraten an. Seit dem Jahr 2000 war er Mitglied der Demokratischen Partei.

2005 weitete Schultz sein Tätigkeitsspektrum deutlich aus: neben seiner Tätigkeit als Sportmoderator begann er im Oktober 2005 mit der Moderation einer eigenen politisch Radiosendung, die eponym The Ed Schultz Show betitelt war. Mit über drei Millionen Hörern pro Woche war die Sendung die am siebzehnten meistgehörte Talk-Radio-Sendung in den USA und galt als meistgehörte linksgerichte Talk-Radiosendung. Mittlerweile charakterisierte Schultz sich selbst als „Lefty“ und bekannte sich zur amerikanischen Gewerkschaftsbewegung. Seinem aktivistischen Gesellschaftsbild entsprechend räumte er seiner Radio-Show gewohnheitsmäßig der „Notlage der amerikanischen Arbeiterklasse“ großen Raum ein.

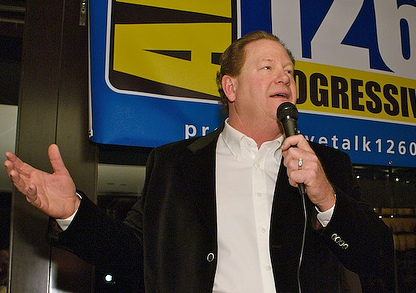
Ed Schultz bei der Moderation einer Veranstaltung (2007)

2009 wurde Schultz vom Kabelnachrichtensender MSNBC als Moderator angeheuert. Am 6. April begann der Sender mit der Ausstrahlung der werktäglich um 18.00 Uhr Ostküstenzeit ausgestrahlten, einstündigen Sendung The Ed Show, in der Schultz das politische Tagesgeschehen aus seiner persönlichen Warte kommentierte und analysierte. Die Sendung, die die Sendung 1600 Pennsylvania Avenue mit David Shuster ersetzte, war wie Schultzs Radiosendung durch ihren dezidierten „Linksdrall“ gekennzeichnet. Seit Anfang 2011 lief  The Ed Show um 22.00 Uhr Ostküstenzeit. Im Februar 2012 erreichte das Programm durchschnittlich 1.327.000 Zuschauer. Am 11. Juli 2011 war The Ed Show zum ersten Mal seit dem Start die meistgesehene Sendung aller Nachrichtenkanäle auf ihrem Sendeplatz in der „werberelevanten Zielgruppe“ (24–54 Jahre).
Am 24. Oktober 2011 wechselte The Ed Show auf den Sendeplatz 20:00 Uhr Ostküstenzeit und läutete somit die Primetime von MSNBC ein. The Ed Show wurde 2015 eingestellt; die letzte Folge lief am 31. Juli. Von Januar 2016 bis zu seinem Tod moderierte Schultz werktags um 20:00 die Sendung News with Ed Schultz auf dem Kanal RT America, einem amerikanischen Ableger von RT.